# Trunojoyo Airport
Trunojoyo Airport är en flygplats i Indonesien.   Den ligger i provinsen Jawa Timur, i den västra delen av landet, 800 km öster om huvudstaden Jakarta. Trunojoyo Airport ligger 4 meter över havet. Den ligger på ön Madura.
Terrängen runt Trunojoyo Airport är platt. Havet är nära Trunojoyo Airport åt sydost. Runt Trunojoyo Airport är det mycket tätbefolkat, med 2 181 invånare per kvadratkilometer. Närmaste större samhälle är Sumenep, 2,7 km väster om Trunojoyo Airport. Omgivningarna runt Trunojoyo Airport är en mosaik av jordbruksmark och naturlig växtlighet.